# گرمه‌شوی‌لو
گرمه‌شوی‌لو (به لاتین: Gərməşöylü یا Gərməşeyli یا Görməşeyli) یک منطقه مسکونی در جمهوری آذربایجان است که در شهرستان گدابیگ واقع شده است. گرمه‌شوی‌لو ۷۳ نفر جمعیت دارد.